# Въведение в икономическия анализ
Въведение в икономическия анализ (на английски: Introduction to Economic Analysis) (ISBN 1-60049-000-X) е учебник на английски език по микроикономика за университета, написан от изследователя към Yahoo Inc. Престън МакАфии, преди професор по бизнес, икономика и мениджмънт в Калифорнийския технически университет. Книгата се разпространява безплатно под лиценза на криейтив комънс (тоест с „отворен код“) и при този лиценз, който обаче изисква посочване на автора, „потребителите могат да взимат и избират глави или да интегрират с техни собствени материали“.
Това е първият пълен учебник, публикуван за свободно ползване онлайн и МакАфии е посочен като „иноватор на SPARC“ (Scholarly Publishing and Academic Resources Coalition) за 2009, за това че я прави достъпна за свободно ползване онлайн, както и за неговите позиции в защита на свободното съдържание.
Учебникът се ползва в университетите от Харвард до Нюйоркския университет.